# 2305 King
2305 King este un asteroid din centura principală, descoperit pe 12 septembrie 1980.